# Kršete
Kršete is een plaats in de gemeente Buje in de Kroatische provincie Istrië. De plaats telt 136 inwoners (2001).